# Гонсалес, Факундо
Факу́ндо Гонса́лес Моли́но (исп. Facundo González Molino; род. 6 июля 2003, Монтевидео) — уругвайский футболист, защитник итальянского клуба «Ювентус».

## Клубная карьера
Гонсалес — воспитанник испанских клубов «Эспаньол» и «Валенсия».

## Международная карьера
В 2023 году в составе молодёжной сборной Уругвая Гонсалес принял участие в молодёжном чемпионате Южной Америки в Колумбии. На турнире он сыграл в матчах против сборных Колумбии, Чили, Парагвая, Бразилии, Эквадора и дважды Венесуэлы. В поединке против колумбийцев Факундо забил гол.
В том же году Гонсалес стал победителем молодёжного чемпионата мира в Аргентине. На турнире он сыграл в матчах против команд Ирака, Англии, Туниса, Гамбии, США, Израиля и Италии.

## Достижения
Международные
 Уругвай (до 20)
- Победитель молодёжного чемпионата мира — 2023